# The Little Dutch Girl
The Little Dutch Girl è un film muto del 1915 diretto da Émile Chautard

## Trama
Dentro un cesto, tra i gigli del lago, un vecchio giardiniere trova una bambina. Il vecchio adotta la piccola e la alleva come una figlia. Bebie, questo è il nome che le ha dato, lo aiuta nel suo lavoro e, quando il vecchio muore, la fanciulla continua a curare il giardino. Ormai donna, Bebie incontra un giorno Lionel. Questi è un famoso pittore alla ricerca di una modella per un suo quadro. L'innocenza di Bebie seduce il pittore che la convince a posare per lui. L'uomo approfitta di quel rapporto per insidiare la giovane, scatenando la gelosia di Jean, un boscaiolo. Bebie è presa da un amore struggente per Lionel ma, questi, dopo aver risvegliato in lei la passione, la lascia.
Qualche tempo dopo, Bebie legge che il pittore è in miseria, povero e malato. Con indosso i suoi zoccoli di legno, la fanciulla innamorata percorre a piedi duecento miglia per andare dall'amato. Ma, quando finalmente lo rivede, lo trova insieme ad alcune donne discinte. Inorridita, Bebie fugge via e si getta nel fiume. Viene salvata da Jean, che l'ha seguita nel suo viaggio e che ora la riporta a casa.
Un giorno, Bebie prende gli zoccoli bucati e, nei fori, mette due boccioli di rosa con un biglietto dove scrive "Mandali a lui". Poi si suicida, annegandosi tra i gigli del lago.

## Produzione
Il film fu prodotto dalla Shubert Film Corporation.

## Distribuzione
Distribuito dalla World Film, uscì nelle sale cinematografiche USA il 23 agosto 1915.